# Castello di Gesualdo
Il castello di Gesualdo, situato nell'omonimo comune, è uno tra i numerosi castelli della provincia di Avellino.
Fu sede di comando dei possedimenti feudali della potente famiglia Gesualdo e dimora del principe Carlo Gesualdo, uno dei padri della musica polifonica moderna.
Il maniero è delimitato da quattro torrioni circolari con cortine cinte da rivellini e con corte centrale. La facciata richiama gli schemi architettonici ottocenteschi mentre all'interno sono ben evidenziate testimonianze di arte gotica e elementi architettonici di stile rinascimentale.

## Storia
Le origini del castello sono ancora oggetto di studi e approfondimenti. Sono state avanzate due diverse tesi sull'origine del castello: una tramanda che nel corso del VII secolo (epoca longobarda) Romualdo, duca di Benevento, abbia comandato al suo precettore Sessualdo (o Gesualdo) di costruire in un luogo difficilmente espugnabile per conformazione fisica una fortezza poiché l'imperatore bizantino Costante II minacciava il suo dominio.
La fortezza venne affidata a Gesualdo dal quale prese il nome l'abitato che cominciava a svilupparsi intorno al castello;.
L'altra tesi prevede che, per difendere i confini sud delle sue terre, Radelchi I di Benevento, principe di Benevento, abbia fatto costruire la costruzione del castello nel IX secolo.
Indipendentemente da queste teorie ancora oggetto di studi, le prime notizie risalgono al XII secolo nel periodo della dominazione normanna. Secondo queste fonti il primo signore del castello fu Guglielmo d'Altavilla la cui famiglia possedette il feudo per cinque secoli.

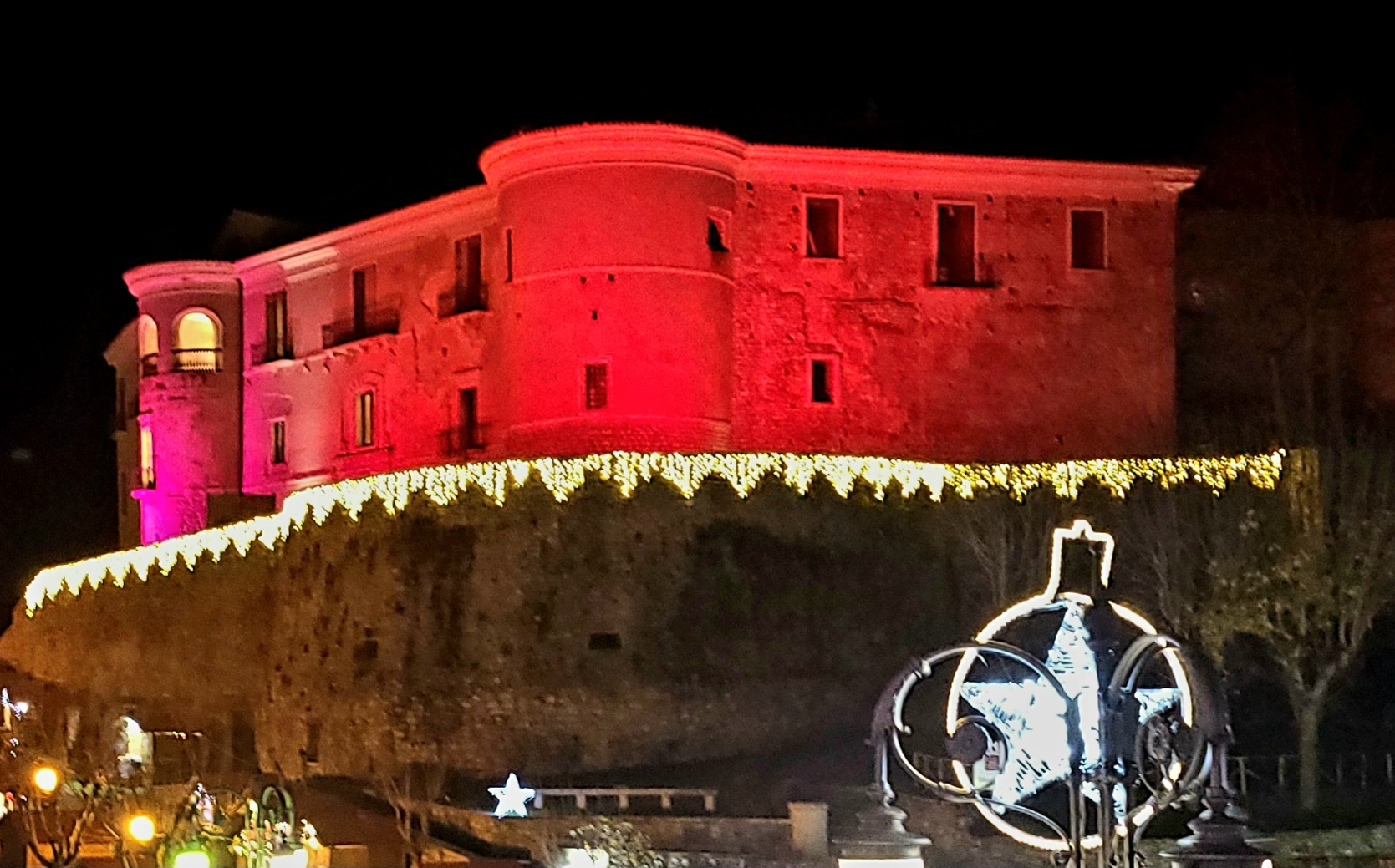
Il Castello di Gesualdo durante il periodo natalizio

 Alla fine del 1500 Carlo Gesualdo opera un completo rinnovamento della struttura che diventa una corte rinascimentale e si attrezza con nuove strutture come il teatro che ben si confacevano a una personalità artistica quale quella di Carlo.
Seguirono vari rimaneggiamenti (tra cui le ringhiere di ferro, non usate nei castelli medievali e rinascimentali), restauri e modifiche nel corso dei secoli fino a quando nel 1855 il castello, ormai in rovina, diviene proprietà della famiglia Caccese che opera una modifica nella struttura creando nuovi ambienti, rifacendo la facciata e collegando il maniero con piazza Neviera. 

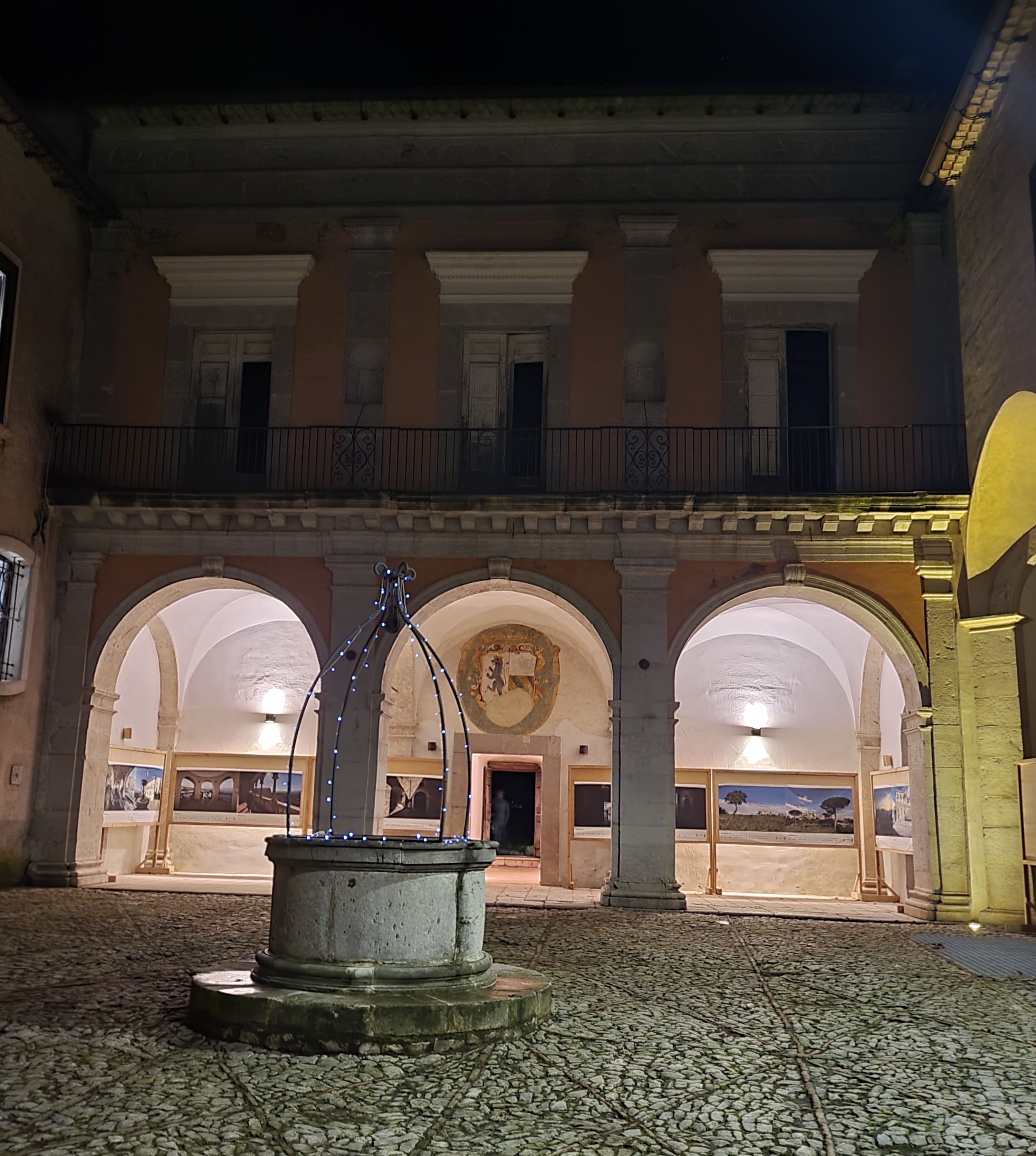
Interno

Tra gli eventi contemporanei hanno influenzato la vita del castello il terremoto del 1980 che lo ha profondamente danneggiato e l'inizio dei lavori di recupero nel 2000 non ancora completati.
Nel dicembre 2015 è stato riaperto al pubblico. Attualmente ospita incontri culturali, concerti e manifestazioni dedicati alla storica figura di Carlo Gesualdo.